# 漫太郎
『漫太郎』（まんたろう）は、2006年から2008年まで集英社が発行していた日本の年刊青年漫画雑誌。毎年4月発売。『週刊ヤングジャンプ』の増刊号。
読者からのアンケートの得票数1位の作品が本誌への連載権を得るというシステムで一冊の雑誌に全エントリー作品が掲載された。

## 2006年度版
- 2006年4月11日発売。価格は500円（税抜）。
- 表紙絵は井上雄彦のデビュー作『楓パープル』の主人公である流川楓。

### エントリー作品
※太字は1位かつ本誌への連載権獲得作品である。
1. カイチュー!（林佑樹）
2. MILKSOP!（奥嶋ひろまさ）
3. 十字架の魔術師（岡崎圭）
4. 太陽先生（山本隆之）
5. 銀盤のラブリーブースター!（中道枝理子）
6. 逆走!!ルームランナー（向浦宏和）
7. 華のバクチ組!!（橘賢一）
8. キリング・シンジケート（下平貴郁）
9. バレインボール（快晴ノラ僕）
10. 捧げ銃!（大野ヨリキ）
11. マジックボックス（星井博文・石田力也）

### 参加した作家
- 巻頭コミック・井上三太『TOKYO GRAFFITI』
- 付録・ふなつ一輝『華麗なる食卓』20巻別バージョンカバー
- 特集・対談（井上雄彦×原泰久）
- その他/きたがわ翔、さんりようこ、たなかかなこ、岡本倫、漫☆画太郎、菅原県

## 2007年度版
- 誌名は「マンタロー2007」。2007年4月3日発売。価格は580円（税抜）。
- 表紙は奥浩哉『GANTZ』・『め〜てるの気持ち』。

### エントリー作品
- 太字は1位かつ連載権獲得作品。また、斜体は2位・3位の作品である。

1. DEATH-cussion- 〜デスカッション〜（星井博文・中道枝理子）
2. LADY STANCH（中村珍）
3. 僕のカテキョー（稲葉みのり）
4. 未練靴 〜霊媒師 里見健児郎シリーズ〜（笹尾真っ青）
5. ザターラ（鈴木貘朗）
6. パーフェクトマッチ!!（若山佳子）
7. 鬼童子（中川英二）
8. ワカナドロップ（青木裕平）
9. SHABA BOMB シャバボム（石田力也）
10. 神様はど貧乏（早川広幸）
11. 幸せ追求の会社 ハピネス研究所（くぐのあつし）
12. ボーンブレイカー（大瀧晶）

### 参加した作家
- 巻頭コミック・柴田ヨクサル『ハチワンダイバー番外編 ザンガード』
- 付録・奥浩哉『変×HEN』描き下ろしピンナップ
- 特集・奥浩哉『奥せんせいの漫画の描き方講座!』
- その他/さんりようこ、原泰久、金成陽三郎・薮口黒子、向浦宏和

## 2008年度版
- 誌名は「漫革ルーキーズ」。2008年4月22日発売。価格は380円。
- 表紙は森田まさのり『ROOKIES』。
- 『ROOKIES』のドラマ放映を記念して刊行。

### エントリー作品
1. ワイルド トリガー（河合孝典）
2. 笹に願いを（早川広幸）
3. リナンバー（野口友梨子）
4. お引っ越し筋肉!（稲葉そーへー）
5. キガマル（霧科拓徒）
6. パパペプボンボンボン（藤井義也）
7. 分析探偵Mr.グロ（入江みつば）
8. シマヲタ（村岡優）
9. ナキブシ-泣き武士-（井出圭亮）
10. ラ〜ミウ（榎屋克優）

### 参加した作家
- 巻頭コミック・森田まさのり『ROOKIES』第1話（再録）、『まんが暮らし』